# Dominik Mahnig

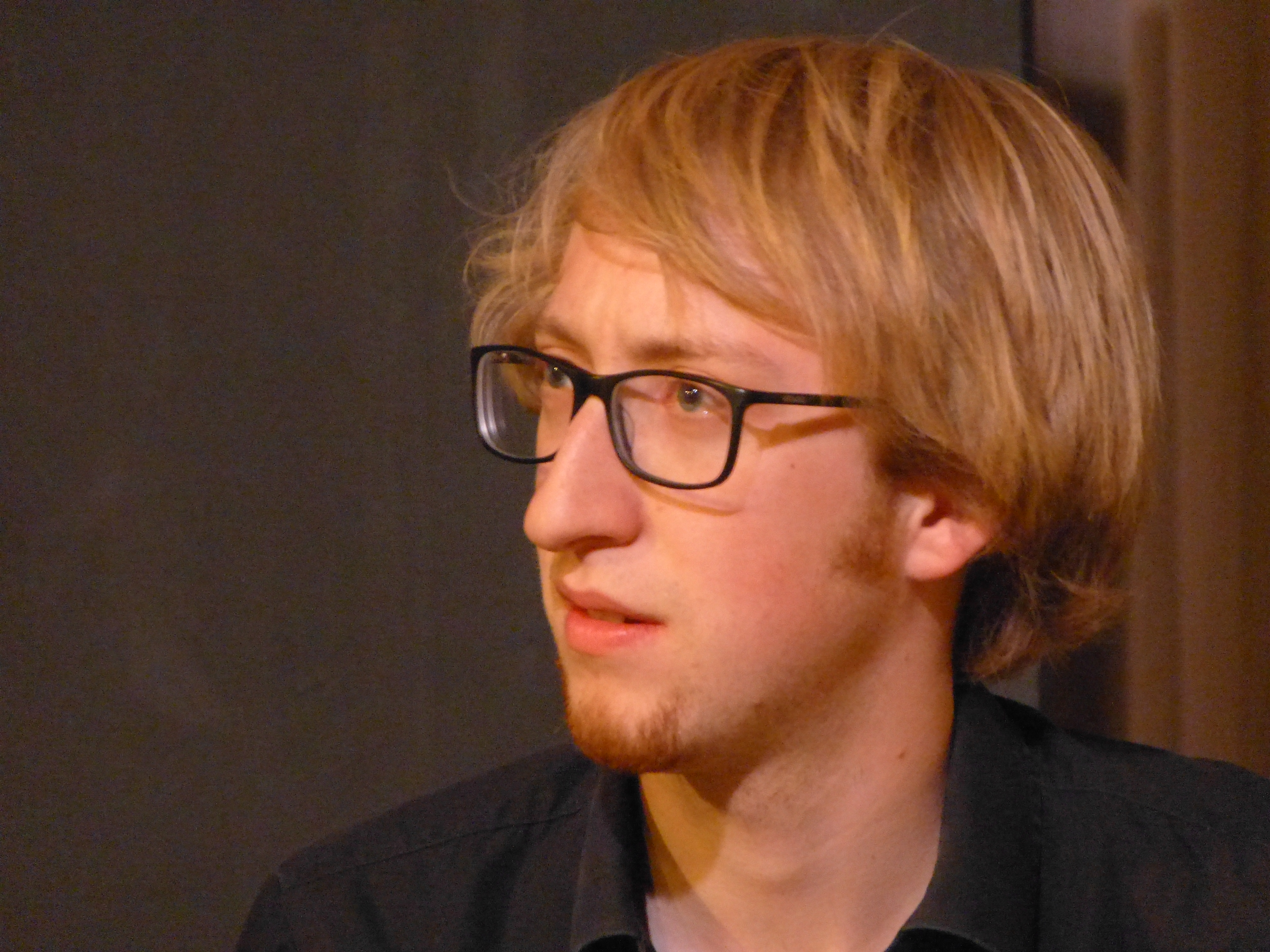
Dominik Mahnig (2015 beim Konzert mit Lauren Newton und den „Sung Sound“-Vokalistinnen (Komponistinnen-Kollektiv), im Loft in Köln)

Dominik Mahnig (* 1989 in Willisau) ist ein Schweizer Schlagzeuger des Modern Creative.

## Leben und Wirken
Mahnig erhielt seinen ersten Schlagzeugunterricht mit elf Jahren. Im Juni 2012 absolvierte er sein Bachelorstudium an der Hochschule Luzern bei Gerry Hemingway, Norbert Pfammatter und Marc Halbheer. Im Herbst 2012 hat er sein Masterstudium an der Hochschule für Musik und Tanz Köln bei Jonas Burgwinkel und Frank Gratkowski aufgenommen; er absolvierte Masterclasses und Workshops u. a. bei John Hollenbeck, Heiri Känzig, Henning Berg, Steve Coleman und Christy Doran. Er gehörte zum Bundesjazzorchester (25) und ist Mitglied bei The Great Harry Hillman, den Bands von Frank Haunschild, Jens Böckamp, Philip Zoubek und Tamara Lukasheva und Liza Pflaum, dem Quartett Move Dove um Luis Reinhard, dem Trio Botter und Massive Schräge (mit Johannes von Ballestrem). Er stellte sich auf Konzerten in Ungarn, Deutschland und der Schweiz vor, u. a. bei den Langnau Jazz-Nights und am Jazz Festival Willisau (mit Kenny Wollesen). In den Bandprojekten The Great Harry Hillman und Zooom Trio ist er auch als Komponist hervorgetreten.

## Preise und Auszeichnungen
Mahnig ist mehrfacher Preisträger und Gewinner des Schweizerischen Drummer- und Percussionisten-Wettbewerbs. Beim Convento Jazzpreis NRW 2011 wurde er als bester Solist ausgezeichnet: „Schlagzeuger Dominik Mahnig beeindruckte dabei mit seinem subtilen und behenden Besenspiel, das die Melodien klangfarbig stützte und gleichzeitig rhythmisch gegen den Strich bürstete.“ Beim Wilhelm-Fabry-Förderpreis der Stadt Hilden erhielt er 2013 einen Sonderpreis für ein starkes kreatives Statement. 2015 gewann The Great Harry Hillman den ZKB Jazzpreis. Mit dem Quartett von Tamara Lukasheva gewann er den Neuen Deutschen Jazzpreis 2017; in diesem Jahr erhielt er auch das Horst und Gretl Will-Stipendium der Stadt Köln.

## Diskographische Hinweise

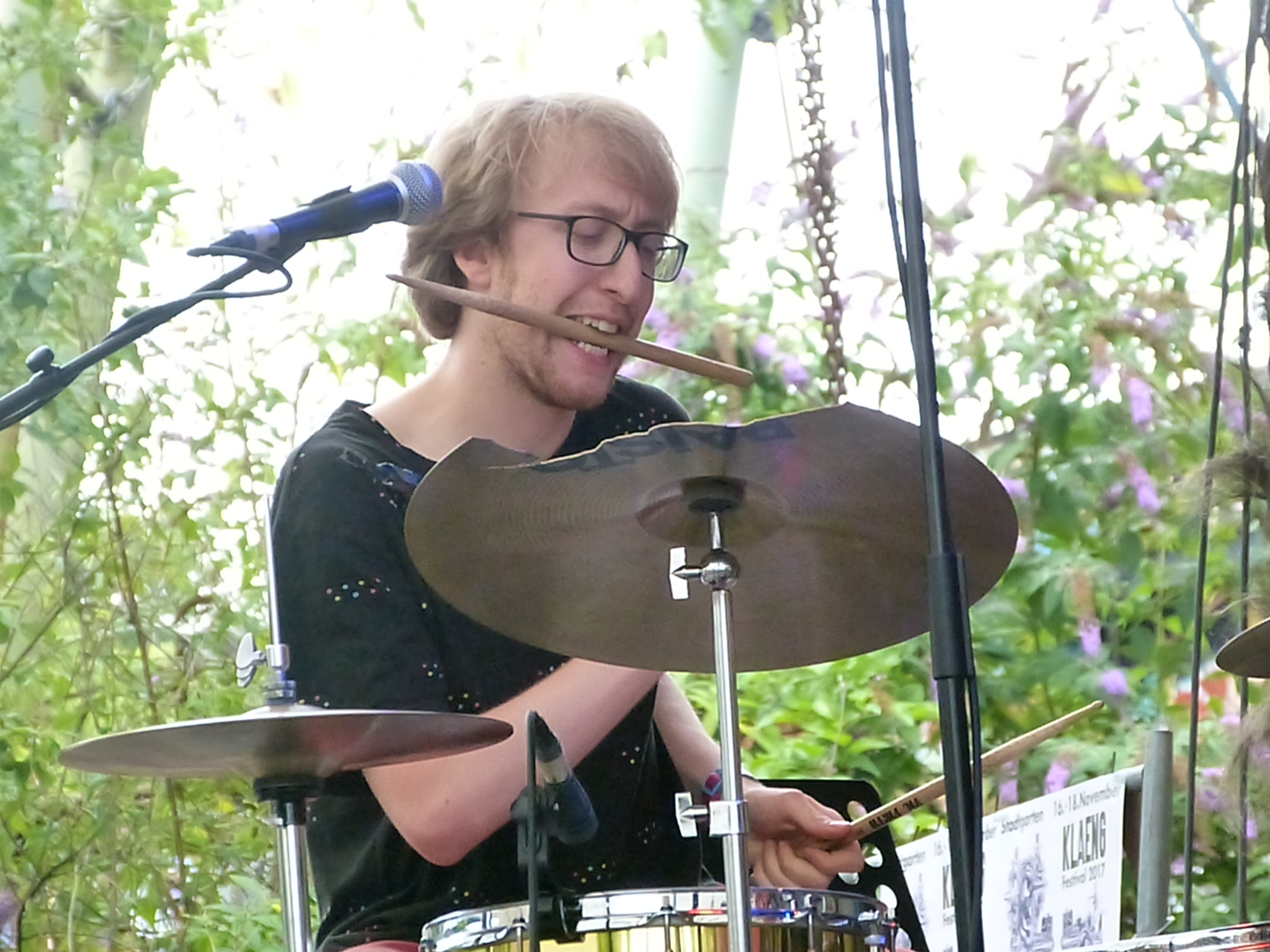
Dominik Mahnig (2017 in der Gruppe Marek Johnson beim KLAENG Sommer-Konzert im Odonien, Köln)

- Jens Böckamp’s Flow Quartett Nine Edges (Float Music 2014)
- Zooom Trio What’s for Dessert (Leo Records, 2015; mit Christian Lorenzen und David Helm)[8]
- Leonhard Huhn/Stefan Schönegg/Dominik Mahnig Die Fichten (fixcel records, 2015)
- The Great Harry Hillman: Veer of Course (Klaeng Records 2015, mit Nils Fischer, David Koch, Samuel Huwyler)
- Simon Nabatov – Mark Dresser – Dominik Mahnig Equal Poise (Leo Records 2016)
- Dominik Mahnig, Dieter Manderscheid, Sebastian Sternal, Claudius Valk: Pop  (JazzHausMusik 2018)
- Frank Gratkowski / Simon Nabatov / Dominik Mahnig: Dance Hall Stories (Leo Records, 2020)
- Philip Zoubek Trio: Labyrinthus (WhyPlayJazz, 2022)